# Efisio Cugia

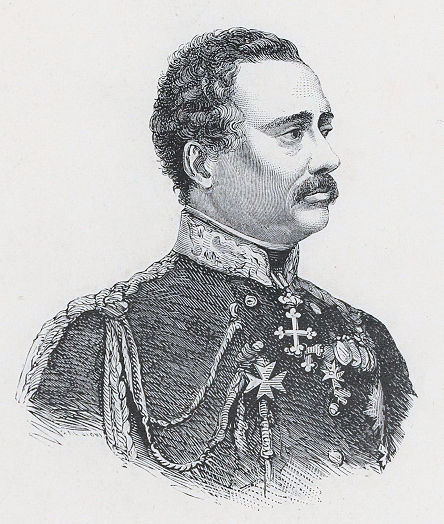
Efisio Cugia

Efisio Cugia (* 27. April 1818 in Cagliari; † 12. Februar 1872 in Rom) war ein italienischer General und Politiker.

## Leben
Cugia stammte aus einer angesehenen Adelsfamilie. Er war ein Sohn von Diego Cugia (1768–1829) und dessen Frau Speranza (geborene Palliaccio). Sein Vater besaß ausgedehnte Ländereien auf Sardinien, da er einer Familie entstammte, die 1716 von Kaiser Karl VI. die Markgrafschaft Sant’Orsola erhalten hatte. Viele seiner Vorfahren hatten eine militärische Laufbahn eingeschlagen, so dass sich auch Cugia, wie bereits seine beiden Brüder, an der Militärakademie von Turin einschrieb. Er wurde im November 1834 Unterleutnant und schloss seine Ausbildung 1837 als Leutnant der Artillerie ab. Er kämpfte, inzwischen zum Hauptmann befördert, 1848 bis 1849 im Krieg gegen Österreich in den Schlachten bei Goito (30. Mai 1848) und Novara (23. März 1849), wobei er eine Batterieder Piemontesischen Armee befehligte und für seine Tapferkeit prämiert wurde.
Am 1. Januar 1855 begann Cugia seine politische Laufbahn, das Wahlkollegium von Lanusei auf Sardinien entsandte ihn in die Abgeordnetenkammer des Parlaments, deren Mitglied er bis zu seinem Tod war. Am 19. Januar 1855 wurde er Major und lenkte durch mehrere Referate die Aufmerksamkeit Camillo Benso von Cavours auf sich. Cugia schloss sich offen dessen Partei an und Cavour entsandte ihn im Juli 1856 als Begleiter des Generals und außerordentlichen Gesandten Mario Broglia, Conte di Casalborgone, nach Russland, um den Staat Savoyen bei der Krönung des Zaren Alexander II. in Moskau zu vertreten und so die 1848 unterbrochenen Beziehungen wieder aufzunehmen. Während seines Aufenthalts in Sankt Petersburg studierte er kurzzeitig die Lage der kurz zuvor auf der Krim besiegten Armee. Er gewann Cavours besonderes Vertrauen und dieser wählte ihn, um gemeinsam mit Giuseppe Govone, zum Begleiter William Ewart Gladstones aus, als dieser im Frühjahr 1859 in Turin weilte.
Am 16. März 1859 wurde er Oberstleutnant und kehrte in den Militärdienst zurück. Cugia wurde dem Generalstab der Division des Generals Enrico Cialdini zugeteilt und nahm am 30./31. Mai an den Kampfhandlungen bei Palestro teil. Er wurde im Oktober als Generalmajor auch zum Leiter des kurzzeitig bestehenden Kriegsministeriums in Neapel ernannt (es existierte nur bis Anfang 1861). Im Dezember 1859 überzeugte ihm Cavour davon die Leitung des Militärkollegs von Mailand, das er nach dem Vorfrieden von Villafranca aufbauen sollte, aufzugeben und stattdessen Carlo Bon Compagni di Mombello in die Toskana zu folgen, der zum Gouverneur der Liga Mittelitaliens ernannt worden war. Er sollte dort offiziell als Sekretär fungieren, doch war seine eigentliche Aufgabe bestand darin die Stimmung der dortigen Truppen gegenüber Cavour zu ergründen, der eine Annexionen der Toskana vorbereitete. Er wurde nach dem Tod Cavours unter Manfredo Fanti, dem ersten italienischen Kriegsminister, Generaldirektor der Kavallerie und Infanterie im Kriegsministerium im Kabinett Bettino Ricasolis. In dieser Stellung leitete er, durch große Geschäftsgewandtheit ausgezeichnet, das Ministerium eigentlich selbständig, bis er im August 1861 das Amt niederlegte. 1862 wurde er Mitglied des Kriegsrats und der ständigen Kommission der nationalen Verteidigung.
Am 31. Juli 1862 wurde er Präfekt von Palermo und mit der politischen Leitung der ganzen Insel beauftragt. Zudem wurde er Kommandant der dortigen Truppen und erhielt quasi die Vollmachten eines Vizekönigs von Sizilien. Die ganze Insel wurde von marodierenden Banden durchstreift und Teile des Truppen flohen, um sich ihnen anzuschließen. Giuseppe Garibaldi rüstete sich zu einem Feldzug nach Rom und begann diesen auf Sizilien. Durch Cugias Umsicht konnte ein militärischer Zusammenstoß verhindert werden, er wurde jedoch Ende 1862 wieder aus dieser Stellung abberufen, da er sich als zu mild herausstellte und dieser Aufgabe kaum gewachsen war. Von 1863 bis 1864 war er Marineminister und wurde nach dem Tod Fantis 1865 bis 1866 Kriegsminister Italiens. 1866 kämpfte er mit Auszeichnung in der Schlacht bei Custozza und wurde schließlich Adjutant und bald vertrauter Freund des Kronprinzen Umberto.
Nach seinem Tod berichtete die Danziger Zeitung in ihrer Abend-Ausgabe:

„Rom, 16. Febr. Der verstorbene General-Lientenant Efisſio Cugia, früher Lehrer des Kronprinzen in der Kriegewissenschaft und darauf dessen Flügeladjutant, wurde unter dem Geleit von Deputirten und Beamten aller Staatsressorts wie der Hofchargen heute nach S. Vincenzo ed Anastasio gebracht. Da er als einer der thätigsten Mithelfer bei der Besetzung Umbriens und der Marken, zuletzt Roms, excommunicirt war, glaubte der Pfarrer von S. Vincenzo ed Anastasio wieder ein Todtenamt in seiner Pfarrkirche reclamiren zu müssen, was aber wirkungslos blieb. Cugia zeichnete sich bei Custozza aus.“

## Auszeichnungen (Auswahl)
- 1848/1849: Zwei Silbermedaillen für Tapferkeit und hervorragende Führung im Krieg
- 19. Juni 1859: Ritterkreuz des Militärordens von Savoyen[4]
- 30. Oktober 1860: Kommandeur des Militärordens von Savoyen[4]
- 30. Dezember 1866: Großoffizier des Militärordens von Savoyen[4]
- 1867: Orden der Heiligen Mauritius und Lazarus[5]